# Trokavec
Trokavec (en allemand : Trokawetz) est une commune du district de Rokycany, dans la région de Plzeň, en République tchèque. Sa population s'élevait à 106 habitants en 2021.

## Géographie
Trokavec se trouve à 13 km au sud-est de Rokycany, à 26 km à l'est-sud-est de Plzeň et à 72 km au sud-ouest de Prague.
La commune est limitée par Štítov au nord, par Skořice à l'est, à l'est, par Spálené Poříčí au sud, et par Vísky et Příkosice à l'ouest.

## Histoire
La première mention écrite du village date de 1545. À la suite de la suppression de la zone militaire de Brdy, en 2014, le territoire de la commune de Trokavec s'est agrandi de 17 ha correspondant à une nouvelle section cadastrale, Trokavec v Brdech.

## Galerie

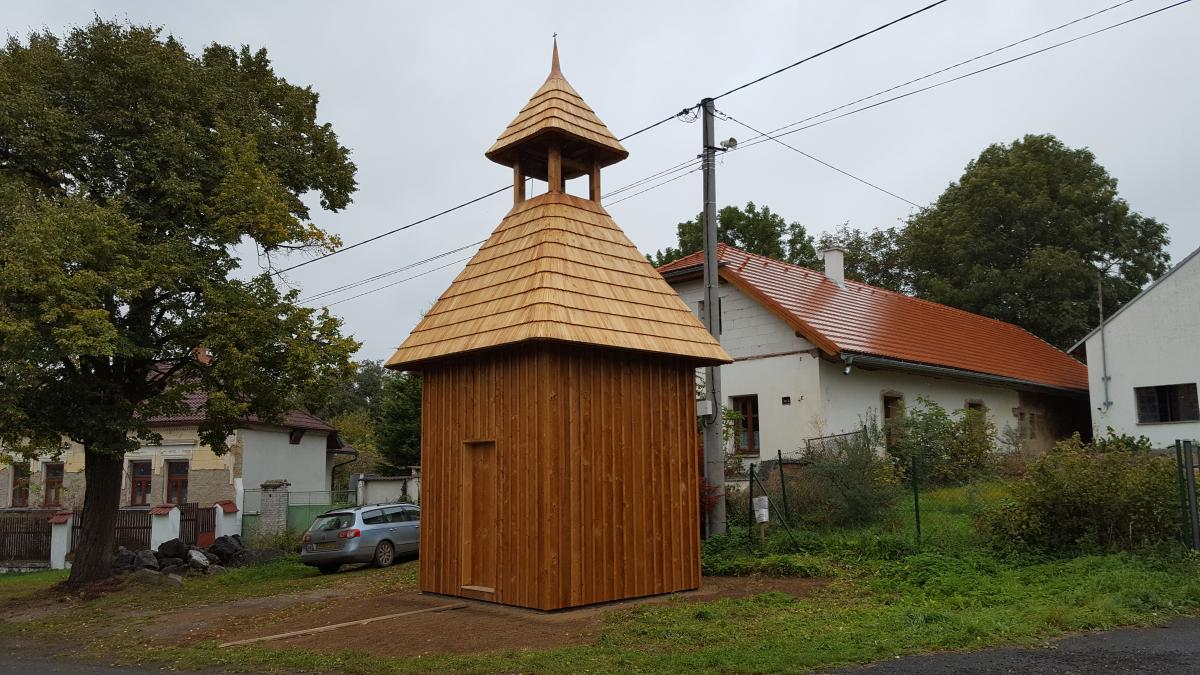
Clocher-tour en bois.
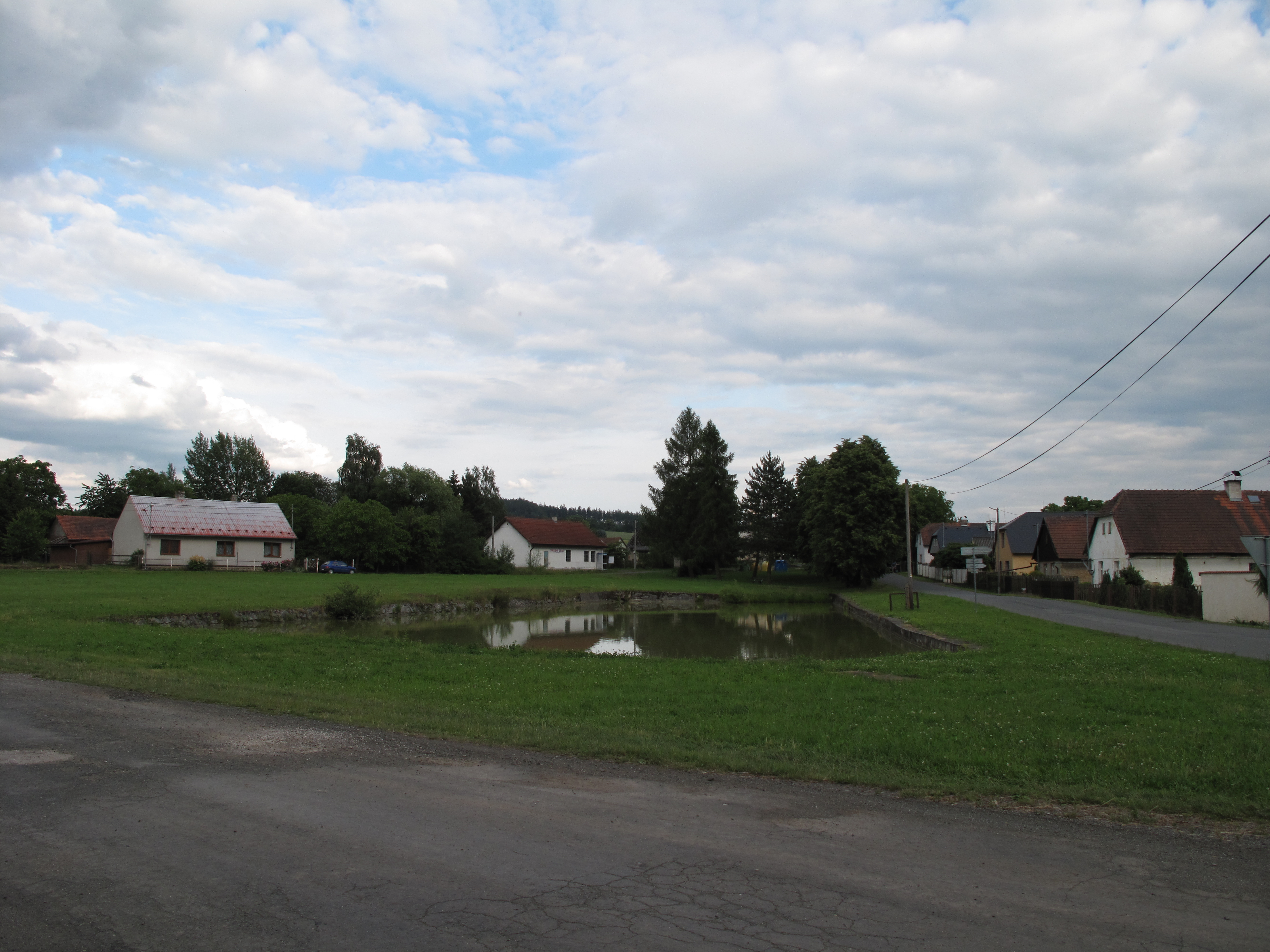
Étang à Trokavec.

## Transports
Par la route, Trokavec se trouve à 4 km de Mirošov, à 15 km de Rokycany, à 32 km de Plzeň et à 95 km de Prague. 